# 레셰크 2세

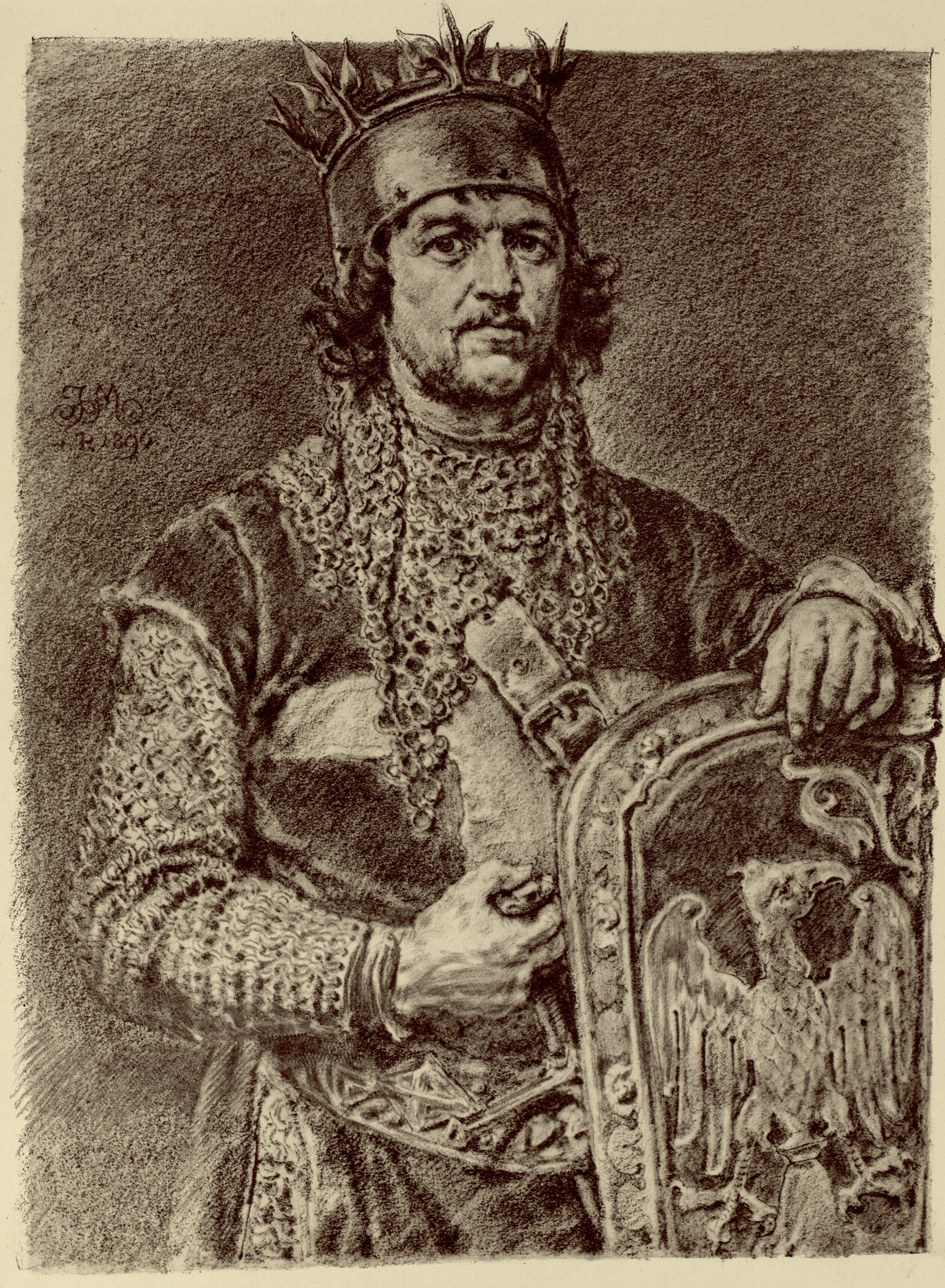
레셰크 2세

레셰크 2세(폴란드어: Leszek II, 1241년경 ~ 1288년 9월 30일)는 폴란드 고공(재위: 1279년 ~ 1288년)이다. 시에라츠 공작(재위: 1261년 ~ 1288년), 웽치차 공작(재위: 1267년 ~ 1288년), 이노브로츠와프 공작(재위: 1273년 ~ 1278년), 산도미에시 공작(재위: 1279년 ~ 1288년)을 역임했다. 별명은 흑고공(폴란드어: Leszek Czarny 차르니[*]).
쿠야비의 카지미에시 1세(Kazimierz I kujawski)와 그의 아내인 브로츠와프의 콘스탄차(Konstancja) 사이에서 태어났다. 1261년 자신의 아버지로부터 시에라츠 공작위를 승계받았고 1267년에는 아버지가 사망하면서 웽치차 공작위를 승계받았다.
1279년 볼레스와프 5세가 후사 없이 사망하면서 폴란드의 공작으로 즉위했다. 1287년에는 몽골 제국의 제3차 폴란드 침공이 일어나기도 했다. 1288년 후사 없이 사망했으며 그의 폴란드 공작위는 헨리크 4세가 승계받았다.